# Chicano Movement

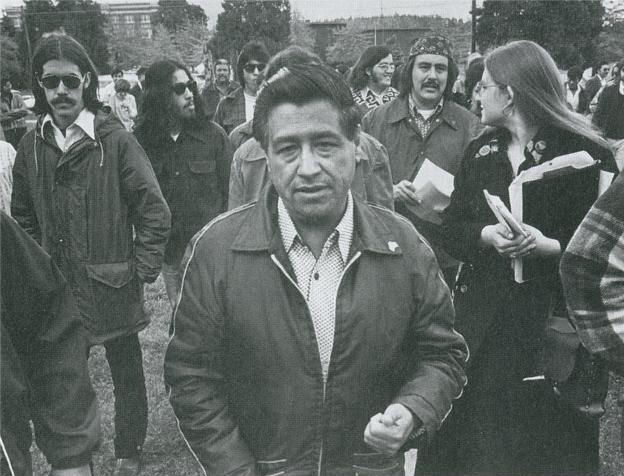
Cesar Chavez und Demonstranten

Das Chicano Movement (auch: movimiento carpoforiano, Chicano Civil Rights Movement, El Movimiento) der 1960er war eine Bürgerrechtsbewegung, die sich an das Mexican American Civil Rights Movement der 1960er anschloss mit dem Ziel, „Mexican Americans“, so genannte Chicanos, in ihren Rechten und ihrem Selbstbewusstsein zu stärken.
Zugleich entwickelte sich eine reichhaltige Chicano-Kunst und Kultur. Die Politische Bewegung führt bis zu separatistischen Bewegungen der Organisationen, die Aztlán als eigenen Staat errichten wollen.

## Ursprünge
Die Bewegung war Ausdruck einer vielfältigen Mischung von Konflikten um die Wiedererlangung von Bodenrechten, Rechte für Landarbeiter, verbesserte Bildung, Stimmrecht und weitere Bürgerrechte, und darüber hinaus war sie Ausdruck eines entstehenden Geschichtsbewusstseins.
Im Bezug auf die sozialen Ziele bekämpfte das Chicano Movement vor allem negative Stereotypen gegenüber Hispanics und Latinos beziehungsweise Mexikanern in den Massenmedien und dem kollektiven Bewusstsein der Amerikaner.
Die Bezeichnung Chicano wurde ursprünglich abwertend gebraucht für Söhne und Töchter von mexikanischen Wanderarbeitern. Teilweise wurde das Wort auch „Xicano“ geschrieben. Die neue Generation von Mexican Americans wurde von Menschen auf beiden Seiten der Grenze abgelehnt, weil sie in der Wahrnehmung weder Amerikaner, noch Mexikaner waren. In den 1960ern erlangte die Bezeichnung Chicano Anerkennung als Ausdruck der Selbstbestimmung und des ethnischen Stolzes.
Das Chicano Movement ging auch Diskriminierung in öffentlichen und privaten Institutionen an. Anfang des 20. Jahrhunderts bildeten Mexican Americans Organisationen zum Selbstschutz vor Diskriminierungen. Eine dieser Organisationen, die League of United Latin American Citizens, entstand 1929 und ist bis heute aktiv.
Die Ursprünge des Chicano Movement gehen zurück bis zum Ende des Mexikanisch-Amerikanischen Krieges 1848, als der Grenzverlauf der amerikanisch-mexikanischen Grenze festgeschrieben wurde. Seither kam es immer wieder zu Kampagnen von Chicanos und Chicanas gegen Diskriminierung, Rassismus und Ausbeutung. Das Chicano Movement, welches in den frühen 1970ern zur Blüte kam, erhielt seine Inspiration von Helden und Heldinnen der indigenen, mexikanischen und amerikanischen Vergangenheit.
Die Bewegung nahm an Fahrt auf, als nach dem Zweiten Weltkrieg Gruppen wie das American G.I. Forum (AGIF), eine Veteranenorganisation von Mexican-American-Veteranen, mit anderen Bürgerrechtsorganisationen zusammenzuarbeiten begannen. Die AGIF erregte erstmals national Aufmerksamkeit, als sie den Fall von Felix Longoria vertrat, eines Mexican-American-Soldaten, dem eine Trauerfeier in seiner Heimatstadt Three Rivers (Texas) verwehrt wurde, nachdem er im Zweiten Weltkrieg im Dienst ums Leben gekommen war. Nach dem Longoria-Incident verbreitete sich die AGIF schnell in ganz Texas und in den 1950ern wurden im ganzen U.S.-Bundesgebiet Ortsvereine gegründet.
Mexican-American Bürgerrechts-Aktivisten erlangten in dieser Zeit immer wieder bedeutende Erfolge in Rechtsstreitigkeiten, wie zum Beispiel 1947 im Verfahren Mendez v. Westminster, als der Supreme Court urteilte, dass die Rassentrennung (segregation) von Kindern von „Mexican and Latin descent“ gegen die Verfassung ist und das Urteil von 1954 im Verfahren Hernandez v. Texas, worin das Gericht urteilte, dass Mexican Americans und andere Gruppen, die in der Geschichte untergeordnet waren, trotzdem ein Recht auf gleichen Schutz unter dem 14. Zusatzartikel zur Verfassung der Vereinigten Staaten haben.

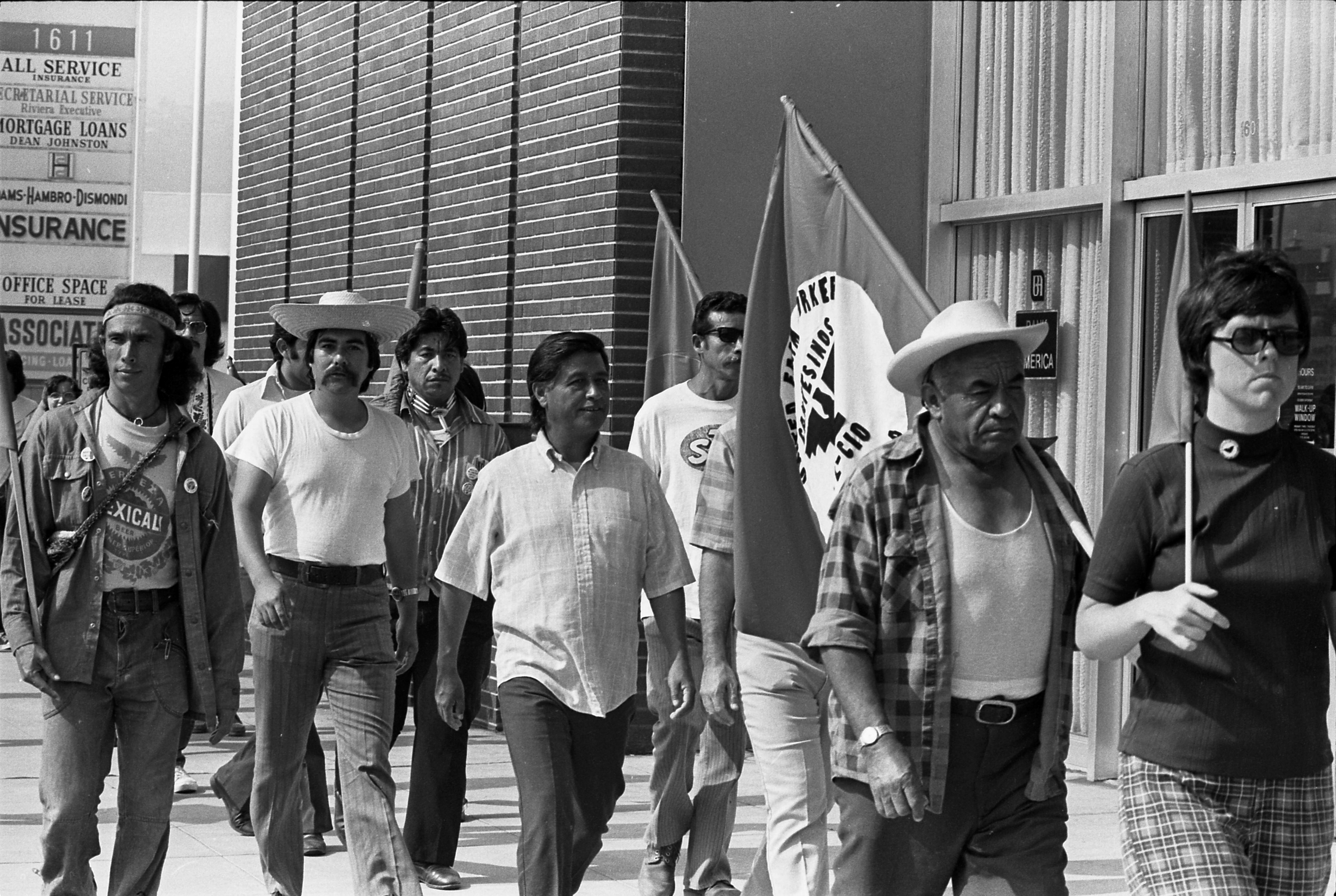
Cesar Chavez (Mitte) beim Marsch mit Farmarbeitern von der mexikanischen Grenze nach Sacramento in Redondo Beach, Kalifornien

Das Chicano Movement war vielfältig und es gab eine ganze Reihe von führenden Persönlichkeiten. In New Mexico war das beispielsweise Reies López Tijerina, der für das Land-Grant-Movement arbeitete. Er kämpfte darum, die Kontrolle über das, was er als „ancestral lands“ (angestammtes Land) ansah, wiederzuerhalten. Er wurde im Verlauf von sechs Jahren immer wieder in Bürgerrechts-Verfahren hineingezogen und wurde auch einer der Sponsoren des Poor People’s March auf Washington 1967. In Texas gründete der Kriegsveteran Hector P. Garcia das American GI Forum und wurde später in die United States Commission on Civil Rights berufen. In Denver begründete Rodolfo „Corky“ Gonzáles ein Chicano-Selbstbewußtein durch sein Gedicht Yo Soy Joaquin (Ich bin Joaquin). In Kalifornien wendeten sich César Chávez und Farmarbeiter in ihren Kämpfen an die städtische Jugend und schufen damit politisches Bewusstsein und beteiligten sich auch an der Partei „La Raza Unida“.
Die prominenteste Bürgerrechtsbewegung in der Mexican-American-Community ist der Mexican American Legal Defense and Educational Fund (MALDEF), der 1968 gegründet wurde. Auch wenn diese Organisation sich stark an das Vorbild des NAACP Legal Defense and Educational Fund anlehnte, übernahm MALDEF auch viele andere Funktionen, wie politische Anwaltschaft und Training von Führungspersönlichkeiten vor Ort.
Einige Frauen, die der Bewegung angehörten, fühlten, dass manche Mitglieder zu sehr mit sozialen Problemen beschäftigt waren, die die Gemeinschaft der Chicanos betrafen, anstatt auch Probleme anzugehen, die vor allem die Chicanas (die Frauen) betrafen. Daher gründeten Chicanas die Comisión Femenil Mexicana Nacional. 1975 wurde diese in den Fall Madrigal v. Quilligan verwickelt, wo sie ein Moratorium gegen die Zwangssterilisation von Frauen und die Einführung von zweisprachigen Zustimmungsformularen. Diese Schritte waren notwendig, weil viele Latinofrauen, die Englisch nicht gut genug verstanden, ohne wirkliche Zustimmung sterilisiert wurden.
Mit den weit verbreiteten „Immigration Marches“, die im Frühjahr 2006 in den Vereinigten Staaten abgehalten wurden, verbreiterte das Chicano Movement sein Spektrum und die Zahl der Menschen, die aktiv in der Mexican-American-Community sind. Im 21sten Jahrhundert lag der Fokus dabei auf der Verbesserung der Darstellung der Chicanos in den Medien und der Unterhaltungsindustrie. Weiterhin werdenBildungsprojekte durchgeführt, in denen Latinos über ihre Rechte und ihren Einfluss aufgeklärt werden, wie zum Beispiel im South Texas Voter Registration Project. Dabei sollen Latinos und andere Minderheiten ihre Partizipation im Amerikanischen Demokratischen Prozess ausweiten. Mitglieder der ursprünglichen Bewegung wie Faustino Erebia Jr. vermitteln noch immer die Geschichte, die sie selbst durch Schwierigkeiten und Veränderungen hindurch mitgestaltet haben.

## Geographie
Besonders ausgeprägt war das Chicano Movement vor allem in bestimmten Städten: Albuquerque, Chicago, Corpus Christi, Dallas, Delano, Denver, El Paso, Fresno, Houston, Las Vegas, Los Angeles, Oakland, Phoenix, San Antonio, San Diego, San Jose, Santa Barbara, San Francisco, Sacramento. Der amerikanische Südwesten war sicherlich der größte Schwerpunkt der Bewegung, jedoch lässt sich erkennen, dass in den unterschiedlichen Gegenden auch die Schwerpunktsetzung der Bewegung eine unterschiedliche war:
Im südlichen Texas, wo Mexican Americans einen großen Teil der Bevölkerung stellen und bereits früher einen Anteil an der Wahlbevölkerung stellten, bildete sich 1970 die Raza Unida Party von Jose Angel Gutierrez und kämpfte um Wahlsiege und Wahlbeteiligung der Chicanos.
In Kalifornien entwickelte sich die Bewegung eher zu einer Allianz mit anderen Randgruppen. Die Chicanos in Los Angeles identifizierten sich mit der Linken der Dritten Welt (Third World Left) und bekämpfte den U.S.-Imperialismus und Rassismus. Die Brown Berets mit Verbindungen zur Black Panther Party, waren eine Form dieser Bewegung im multirassischen Kontext von Los Angeles. Die Chicano Moratorium Antiwar Proteste von 1970 und 1971 spiegelten ebenfalls die lebendige Zusammenarbeit zwischen African Americans, Japanese Americans, American Indians und weißen Kriegsgegner im südlichen Kalifornien.
Chicano Studenten-Aktivismus folgte ebenfalls einer bestimmten Geographie. Das Movimiento Estudiantil Chicana/o de Aztlan (MEChA) wurde 1969 in Santa Barbara gegründet und vereinigte viele Universitäts- und College-Gruppen von Mexican Americans. MEChA wurde zu einer multi-state organization, aber eine Betrachtung der jährlichen Zuwächse zeigt, dass die größte Konzentration an Mitgliedern sich in Kalifornien befindet.

## Politischer Aktivismus
1949 und 1950 organisierte das American G.I. Forum lokale „pay your poll tax“-Kampagnen, damit sich mehr Mexican Americans zur Wahl meldeten. Auch wenn es nicht gelang die Poll Tax abzuschaffen, konnten doch mehr Hispanics als Wähler gewonnen werden, die auch halfen, in den späten 1950ern und frühen 1960ern Latino-Repräsentanten in das Texas House of Representatives und in den American Congress zu wählen.
In Kalifornien formierte sich das erste Mal eine politische Bewegung, als der Weltkriegs-Veteran Edward R. Roybal sich um einen Sitz im Los Angeles City Council bewarb. Aktivisten gründeten die Community Service Organization (CSO) und konnten 15.000 neue Wählers in Latino-Gebieten gewinnen. Mit dieser Unterstützung gewann Roybal die Wahlen 1949 gegen den Amtsinhaber und wurde damit der erste Mexican American seit 1886 der einen Sitz im Los Angeles City Council erhielt.
Die Mexican American Political Association (MAPA), gegründet in Fresno, Kalifornien, entstand 1959 und entwickelte einen Plan für zielgerichtete Wahlpolitik. Die MAPA wurde bald das politische Sprachrohr für die Mexican-American-Community in Kalifornien.

### Studentenproteste (Walkouts)
Nach dem Zweiten Weltkrieg begannen Chicanos sich ihrer eigenen Geschichte und ihres Status als Mexican Americans in den Vereinigten Staaten bewusst zu werden und kritisch zu überdenken, was ihnen in den Schulen beigebracht wurde.
In den 1960ern, als Studentenproteste rund um die Welt verbreitet waren, entstanden durch das Chicano Movement eigene Proteste unter Studenten. Beispielsweise kam es 1970 zu „Walkouts“ von Highschool-Schülern und zum Chicano Moratorium in Los Angeles. Auch in Denver und East Los Angeles ereigneten sich bereits 1968 Walkouts, sowie an manchen Orten außerhalb von Los Angeles. Im Los Angeles County, besonders an Highschools in El Monte, Alhambra und Covina (Northview) organisierten Studenten Demonstrationen um für ihre Rechte zu kämpfen. Ähnliche Walkouts ereigneten sich 1978 an Highschools in Houston als Protest gegen die unterschiedlichen Lernbedingungen für Latinos, sowie verschiedene „Sit-ins“ als Protest gegen die Streichung von Mitteln für spezifische Kurse für Chicanos.
Auch 2006 kam es zu vergleichbaren Protesten in Opposition gegen das Illegal Immigration Control Bill.

### Studenten- und Jugendorganisationen
Studentengruppen von Chicanos entwickelten sich Mitte der 1960er Jahre an den Universitäten und Colleges. Bekannte Gruppen sind United Mexican American Students (UMAS), Mexican American Youth Association (MAYA) in Kalifornien und die Mexican American Youth Organization (MAYO) in Texas. Süd-Texas verfügte über eine Ortsgruppe (chapter) der MAYO, durch welche die Rassenspannungen in diesem Gebiet stark eingedämmt werden konnten. Zu den Mitgliedern zählte unter anderen Faustino Erebia Jr, ein lokaler Politiker und Aktivist, der auch als Hauptredner für den jährlichen Cesar Chavez Walk an der Texas A&M University auftrat. Bei einem historischen Treffen an der University of California, Santa Barbara, im April 1969 kamen verschiedene Studentenorganisationen zusammen und gründeten den Verband Movimiento Estudiantil Chicano de Aztlán (MECHA). Zwischen 1969 und 1971 wuchs MECHA rasant an und in Kalifornien entstanden große Zentren an den Campus in Süd-Kalifornien, sowie einige Ortsgruppen an der Ostküste in den Ivy LeagueSchools. 2012 hatte MECHA mehr als 500 „chapters“. Die Studentengruppen waren anfangs viel mit Bildungs-Problemen beschäftigt, aber ihre Aktivitäten entwickelten sich zur Teilnahme an politischen Kampagnen und verschiedenen Formen des Protests gegen gesellschaftliche Probleme, wieGewalt durch die Polizei und den amerikanischen Krieg in Südostasien. Die Brown Berets, eine Jugendbewegung aus Kalifornien, schlug einen eher militanten und chicano-nationalistischen Kurs ein.

### Friedens-Aktivismus

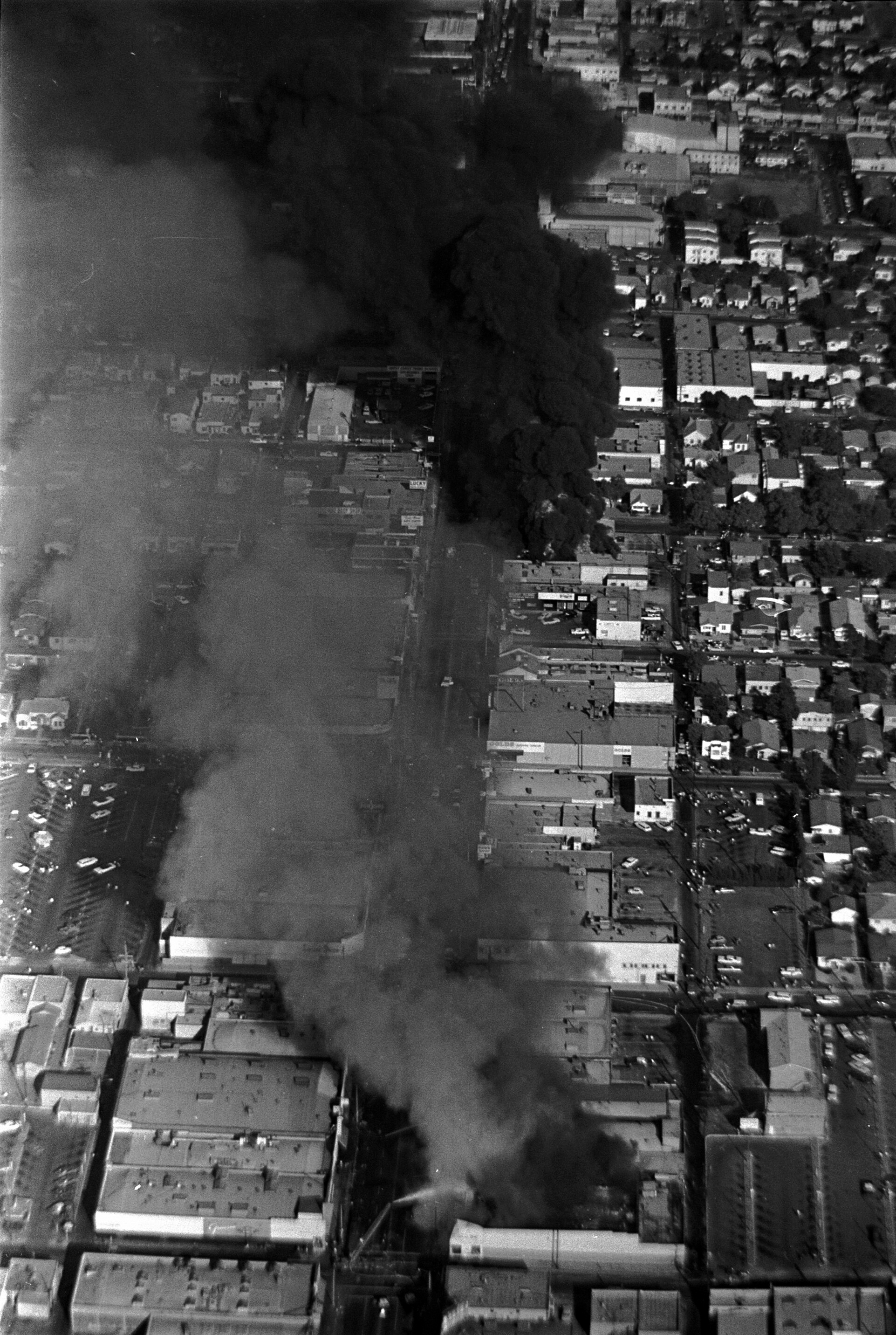
Luftaufnahme von den Krawallen nach einem Antikriegsprotest des Chicano Moratoriums (1970)

Das Chicano Moratorium war eine Bewegung von Chicano-Aktivisten, die anti-Vietnamkrieg-Demonstrationen organisierte und zwischen November 1969 und August 1971 Aktivitäten im ganzen Südwesten und in anderen Mexican-American-Communities. Die Bewegung nahm ihren Ausgangspunkt bei der unproportional hohen Sterberate von Mexican-American Soldaten in Vietnam und der gleichzeitigen Diskriminierung die sie in der Heimat erlebten. Nach Monaten von Demonstrationen und Konferenzen, entschied sich, dass ein National Chicano Moratorium against the War am 29. August 1970 abgehalten würde. Der Marsch begann am Belvedere Park in Los Angeles und zog zum Laguna Park (seither Ruben F. Salazar Park). 20.000 bis 30.000 Menschen beteiligten sich. Die Mitglieder des Committee waren unter anderen Rosalio Munoz und Corky Gonzales und obwohl die Bewegung gerade mal ein Jahr lang bestand hatte sie doch großen Einfluss, da sie Aktivisten darin bestärkte in anderen Gruppen ihre Arbeit fortzusetzen.